# Watuduwur
Watuduwur is een bestuurslaag in het regentschap Purworejo van de provincie Midden-Java, Indonesië. Watuduwur telt 1674 inwoners (volkstelling 2010).